# 刘兴元
刘兴元（1908年10月10日—1990年8月14日），原名刘维芳，男，汉族，山东莒南人。中国人民解放军开国中将，曾任中国人民解放军军事学院政委（后为国防大学）、广东省革命委员会主任、省委第一书记、四川省革命委员会主任、省委第一书记。

## 生平

### 早期生活
刘兴元1908年10月生。1914年六岁进私塾读书。1919年上国民小学，1925年去青岛某杂货商店当学徒工，1928年底，经人介绍在泰安参加冯玉祥的学兵团。

### 第一次国共内战时期
1931年5月，投奔井冈山红军，任红军第四医院文书，9月加入中国共产主义青年团，12月转为中国共产党员，任医院政治处秘书兼俱乐部主任。1932年，先后任军委后方办事处文印科科长，总卫生部秘书，组织兼青年科科长。1934年10月，任卫生部总务处长，在长征中三过草地。1935年1月，兴元任总卫生部支部书记，后任总务处长、组织科科长。长征结束后，12月进入红军大学（后改为“抗大”）第二期学习。

### 抗日战争时期
一九三七年八“抗大”毕业后，任卫生部政治处副主任、主任。一九三八年春，任一一五师工兵营政委。一九三九年一月，改任一一五师教导大队政委。一九四0年初，任一一五师政治部、民运部副部长兼鲁南地委民运部部长、鲁南人民代表大会筹委会和大会秘书长。一九四0年六月，改任一一五师东进支队政治部主任、代理政委。十月东进支队改编为一一五师教导第五旅，任政治部主任。一九四0年十二月，教导五旅进入淮海地区，配合新四军作战。"皖南事变"后，教导五旅改称新四军独立旅。一九四二年底，独立旅奉命返回山东，仍隶属一一五师，一九四三年三月，山东军区滨海军区成立，改任滨海军区政治部主任。一九四四年一月代理滨海军区政委、指挥攻克石沟崖伪军据点。一九四四年十一月，率部收复了莒县城。一九四五年一月，他又争取诸城伪保安队张希贤部一仟五百余人反正，被改编为山东军区独立第三旅。他亲自总结的滨海军区策动伪军起义及对起义部队进行改造的经验，被八路军总部转发，向全国各根据地推广。

### 第二次国共内战时期
一九四五年日本投降，山东军区组建野战兵团，任第二师政委。八月他与师长罗华生指挥部队解放了临沂城。同年十月二师进军东北。参加了四平保卫战等多次战役。一九四七年十月，调任东北民主联军上干大队政委。一九四八年三月，他调任东北野战军第五纵队政委。同年九月，五纵参加了辽沈和平津战役。一九四九年一月北平和平解放，第五纵队改编为第四野战军第四十二军，任军政委。五月，四十二军南下，在安阳城全歼国民党军一万二千余人，拔掉了国民党在豫北的最后一个据点，使冀、鲁、豫三省解放区连成了一片。同年七月，四十二军进入河南伏牛山区剿匪，仅三个月即基本肃清了号称十万之众的匪患。

### 中华人民共和国成立后
建国后，他调任中南军区党委秘书长，一九五零年九月擔任中南军区干部部副部长。一九五一年九月任中南军区党委常委、干部部部长。一九五五年一至七月任华南局常委。一九五五年三月任广州军区副政委、党委副书记。一九五五年十一月起历任广州军区第二政委，一九六九年四月至一九七七年八月任中央军委委员，一九六九年十一月任广州军区第二政委、广东省革命委员会主任、省革委会党的核心小组组长。
一九七零年十二月任广州军区第二政委、广东省省委第一书记、省革委会主任。
一九七二年三月，调任成都军区第一政委、党委第一书记、四川省委第一书记、省革委会主任。一九七五年十月，改任成都军区司令员、军区党委第一书记。一九七七年九月任军政大学政委。一九七七年十二月任军事学院政委。
一九九零年八月十四日在北京逝世，享年八十二岁。
。

## 获得荣誉
1955年获二级八一勋章、一级独立自由勋章、一级解放勋章。1988年获一级红星功勋荣誉章。

## 社会职务
第三届国防委员会委员，第三、四届全国人民代表大会代表，中国共产党第八次全国代表大会代表，中共第九届、十届、十一届中央委员，第九届中央政治局第一次会议任中央军委委员。